# 1967 في الدنمارك
فيما يلي قوائم الأحداث التي وقعت خلال عام 1967 في الدنمارك.

## سياسة

### انتهاء فترة المنصب
- 1 أكتوبر – جينز أوتو كراغ وزير الخارجية [الإنجليزية]‏.

## مواليد

### يناير
- 19 يناير – مايكل شيينبرغ لاعب كرة قدم دنماركي.[1]

### مارس
- 6 مارس – ياكوب فريس هانسين لاعب كرة قدم دنماركي.[2]

### يونيو
- 5 يونيو – يان بيتليك

### أغسطس
- 26 أغسطس – جيمي بردال ملاكم دنماركي.

## وفيات

### أكتوبر
- 21 أكتوبر – إينار هرتزسبرونغ (مواليد 1873)[3]